# Colombario costantiniano
Il cosiddetto colombario costantiniano è un sepolcro a tempietto nel parco regionale dell'Appia antica, a Roma.
Il monumento risale al II secolo d.C., ha pianta rettangolare (5,4 x 7,8 m) e si compone di due piani, con un pronao in antis in opera laterizia; quest'ultima è stata realizzata a due colori, ossia con mattoni gialli per le strutture e rossi per le decorazioni. Le pareti dell'edificio sono conservate fino all'attaccatura del tetto, che si ritiene fosse a doppio spiovente. La cella (4,96 x 4,30 m) aveva una volta a crociera con un arcosolio sul fondo tra le nicchie semicircolari, e su ogni parete laterale si trova una nicchia identica a quella di fondo con sopra una finestrella strombata; sono rimaste tracce delle lastrine in marmo che coprivano le nicchie.
La camera funeraria era sistemata nel piano inferiore come di consuetudine, con accesso sul lato lungo di nordest sopra la quale si trovava probabilmente un'iscrizione inquadrata in una cornice di laterizio rosso. Alcuni saggi archeologici hanno dimostrato l'uso dell'edificio anche in età medievale: fu utilizzato come mulino, con una ruota a pale sistemata orizzontalmente. Tra il XVII e il XVIII secolo un incendio distrusse l'edificio, portandolo all'abbandono.